# Abreicherungsgrad
In der Natur vorkommendes Uran besteht zu etwa 0,7 % aus dem leichteren Isotop mit der Massenzahl 235 (235U) und zu 99,3 % aus dem schwereren Isotop mit der Massenzahl 238 (238U). Um das Uran als Kernbrennstoff in Reaktoren einsetzen zu können, muss bei den meisten Reaktortypen zuvor eine Anreicherung stattfinden.
In einer Anreicherungsanlage werden die beiden Isotope teilweise voneinander getrennt. Dabei entsteht ein Produkt mit einem gegenüber dem Ausgangswert von 0,7 % erhöhten Anteil an 235U. Aus Massenerhaltungsgründen fällt zwangsläufig auch eine Uranfraktion (auch Tails genannt) an, in der das 235U in geringerer Konzentration als im Ausgangszustand vorhanden ist. Diesen Konzentrationswert bezeichnet man als Abreicherungsgrad. Er wird vom aktuellen Preis für Natururan auf dem Weltmarkt bestimmt und liegt heute meist bei 0,2 bis 0,3 %. Eine noch stärkere Verringerung des 235U-Gehalts, die technisch ohne weiteres möglich wäre, lohnt sich aus wirtschaftlichen Gründen zurzeit nicht.